# Партия на победата (Турция)
Партия на победата (на турски: Zafer Partisi, ZP) е политическа партия в Турция, основана на 26 август 2021 г. Идеологически партията изповядва кемализъм, турски национализъм, пантюркизъм, икономически национализъм, парламентаризъм и се противопоставя на имигрантите в Турция. Председател на партията е Юмит Йоздаг.
Партията на победата е продължение на движението „Айълдъз“, инициирано от Юмит Йоздаг, което се превръща в младежко движение след създаването на партията. Учредителната петиция на партията е внесена в Министерството на вътрешните работи на 26 август 2021 г.

## Председатели
| # | Име         | Портрет | Начало         | Край    | Времетраене                |
| - | ----------- | ------- | -------------- | ------- | -------------------------- |
| 1 | Юмит Йоздаг |         | 26 август 2021 | настоящ | 3 години, 7 месеца и 2 дни |

## Резултати от избори

### Парламентарни избори
| Избори | Председател | Гласове              | Гласове | Гласове    | Места   | Места | Позиция                     |
| Избори | Председател | Действителни гласове | %       | Ранг       | #       | ±     | Позиция                     |
| ------ | ----------- | -------------------- | ------- | ---------- | ------- | ----- | --------------------------- |
| 2023   | Юмит Йоздаг | 1 215 264            | 2,23    | 7-мо място | 0 / 600 | нова  | Извънпарламентарна опозиция |

### Президентски избори
| Избори | Кандидат                                                  | Гласове   | %     | Ранг       | Карта |
| ------ | --------------------------------------------------------- | --------- | ----- | ---------- | ----- |
| 2023   | Синан Оган (Независим, подкрепен от Партията на победата) | 2 831 208 | 5,17% | 3-то място |       |